# 洪子晴
洪子晴，原名洪芷晴，控股五洲國際控股有限公司（港交所：1369, ）等香港上市公司，金运佳集团控股有限公司董事局主席，五洲国际控股有限公司董事局主席，洪氏资产管理有限公司主席兼行政总裁，佳国集团控股有限公司主席兼行政总裁，贵族紫金控股有限公司主席兼行政总裁，同时亦是洪子晴慈善基金会主席。

## 生平
祖籍广东潮州，出生於广东省汕头市，后跟随父母移民香港，2003年获得澳大利亚詹姆士库克大学工商管理學士学位，美國國際美洲大學博士，1997年香港回歸中国後，洪子晴创办洪氏资产管理有限公司，主营业务涉及房地产、珠寶、投資、金融、基金、健康養生飲品、能源、電訊等領域；2000年投资智能家居先行者中网居（科技）并主导其投入市场；2008年8月，创办洪子晴慈善基金會；洪子晴亦是一位歌手，曾签予陳淑芬為其經理人，2009年7月8日经由東亞唱片发表了名为《Walk With Love》的专辑；同时亦是香港亚洲电视选美大赛冠军。

## 政治职务
- 中國青海省特邀港區政協委員[41]
- 廣東省深圳市福田特邀港区政協委員[42]
- 廣東省汕頭市政協委員[43]（港区特邀人士[44]）

## 音乐作品

### 专辑
《Walk With Love》（CD+DVD，YesAsia目录号为1020469284，2009年经由東亞唱片发表）

### 单曲
《安琪兒》《你是最清楚》 (与孫耀威合唱) 《一生爱你》《世界很精彩》《先苦后甜》以及《開心就好》等